# شاکا (ایتالیا)
شاکا (به ایتالیایی: Sciacca) یک کومونه در ایتالیا است که در استان آگریجنتو واقع شده‌است.

## خصوصیات
شاکا ۱۸۰٫۹۸ کیلومترمربع مساحت و ۴۰٬۸۹۴ نفر جمعیت دارد و ۶۰ متر بالاتر از سطح دریا واقع شده‌است.

## خواهرخوانده
شهرهای قر شهر و آپریلیا (لاتینا) خواهرخوانده‌های شاکا (ایتالیا) هستند.